# 出石酒造
出石酒造有限会社（いずししゅぞう）は、兵庫県豊岡市出石町にある酒造メーカー。創業は1708年（宝永5年）。企業の設立は1943年（昭和18年）である。
銘柄「楽々鶴」（ささづる）は、酒の別名である「笹の露」と出石藩主・仙石家の別荘「楽々園」に由来する。ラベルは出石町出身の書家である川尾朋子の筆による。

## 沿革

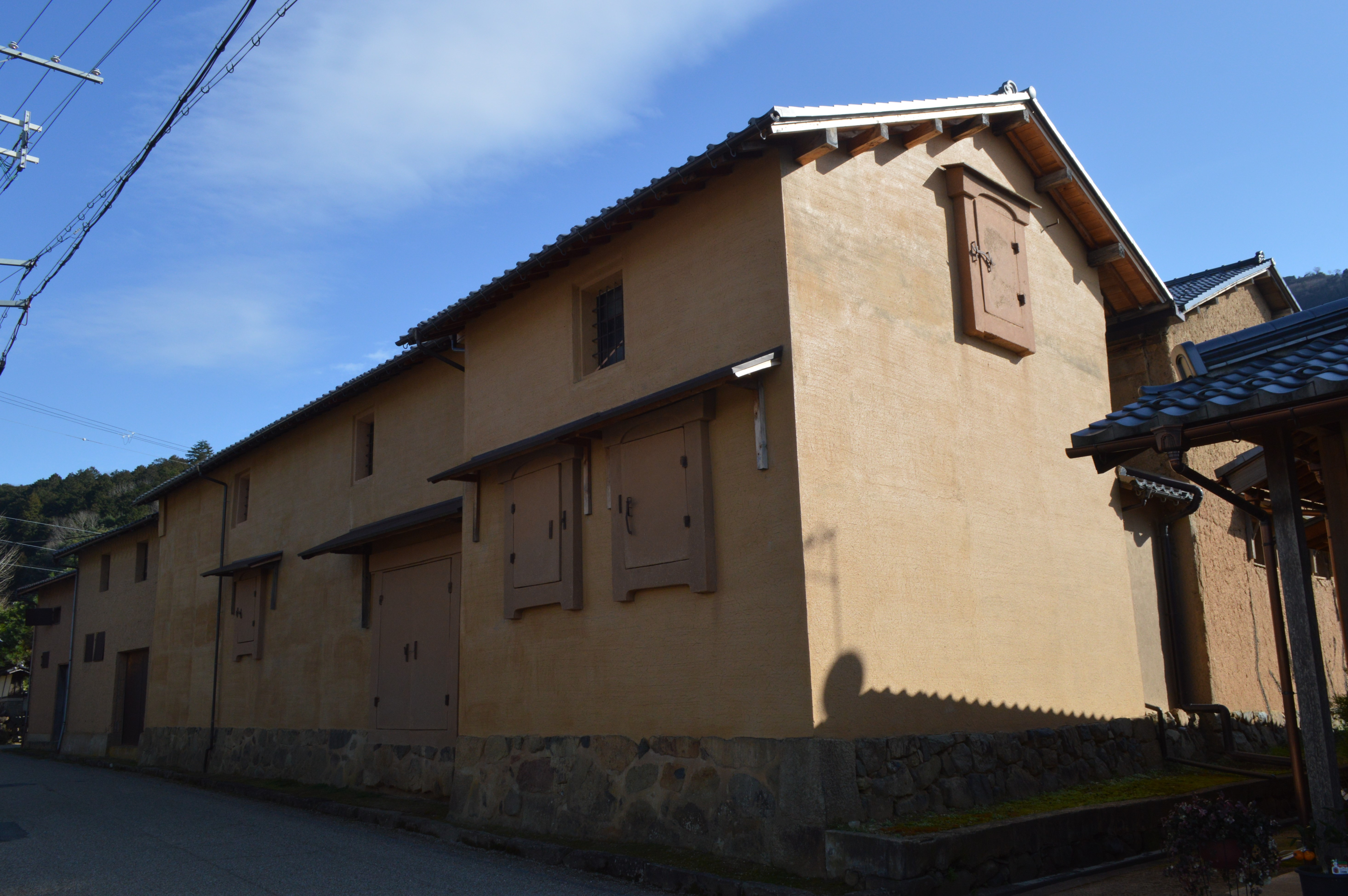
土蔵

1708年（宝永5年）に源流となる酒蔵「かずかや門垣屋」が創業する。この時代、出石藩主の命で酒を造り、藩主から「緑」という銘柄を与えられた。後述する企業合同までこの銘柄は使用された。
1876年（明治9年）の出石大火では、「かすがや門垣屋」も酒蔵が焼け落ちる被害を受けた。
1943年（昭和18年）、出石町に3軒、但東町に2軒あった酒蔵が合同して出石酒造が発足した。「楽々鶴」の銘柄はこのときから使用されている。
2017年（平成29年）には酒蔵の土壁の修復工事が行われた。

## 銘柄
- 純米酒「楽々鶴」（ささづる）